# اتحادیه فوتبال غنا
اتحادیه فوتبال غنا (انگلیسی: Ghana Football Association) نهاد اداره‌کننده مسابقات فوتبال و فوتسال در کشور غنا است.
این سازمان که در سال ۱۹۵۷ تأسیس شده عضو کنفدراسیون فوتبال آفریقا و فیفا نیز می‌باشد و مقر آن در شهر آکرا است.